# Heterotheca sessiliflora
Heterotheca sessiliflora là một loài thực vật có hoa trong họ Cúc. Loài này được (Nutt.) Shinners mô tả khoa học đầu tiên năm 1951.